# Soldorf
Soldorf ist ein Ortsteil der Gemeinde Apelern in der Samtgemeinde Rodenberg im Landkreis Schaumburg im Bundesland Niedersachsen in Deutschland.

## Geographie
Das Dorf Soldorf hat knapp 190 Einwohner. Es liegt etwa zwei Kilometer nordwestlich von Apelern im Zentrum des nach ihm benannten Soldorfer Beckens zwischen den Ausläufern der Höhenzüge Süntel, Bückeberg und Deister. Wie die gleichfalls im Soldorfer Becken liegenden benachbarten Dörfer Groß Hegesdorf, Kleinhegesdorf, Lyhren und Reinsdorf ist es seit 1974 ein Ortsteil der Gemeinde Apelern.

## Geschichte
Soldorf wurde bereits im Jahr 1150 unter dem Namen Saltorp erwähnt. Spätestens seit dem Jahr 1470 ließen zunächst die Grafen zu Holstein-Schauenburg und seit 1647 die Landgrafen von Hessen-Kassel bei Soldorf Kochsalz gewinnen.
Landgraf Wilhelm VIII. ließ die Saline in den Jahren 1731–1735 modernisieren. In Soldorf gab es danach ein Gradierwerk am südlichen Ortsrand, Salzsiedepfannen und als Betriebsgebäude ein „Kunsthaus“. Ein Teil der Produktion wurde aus Kostengründen in eine bereits 1742 zusätzlich gebaute Saline bei der Maschmühle an der Rodenberger Aue in der heutigen Domäne Rodenberg verlegt. Ein dafür konstruiertes großes Wasserrad förderte die über eine unterirdische Rohrleitung entlang des Salzbachs aus Soldorf hergeleitete Sole auf das Gradierwerk bei der Mühle. Das Gradierwerk wurde um 1875 nach Münder verkauft und die Soldorf-Rodenberger Salzproduktion eingestellt. Die Sole fließt seither durch eine Rohrleitung nach Bad Nenndorf. Von der Soldorfer Saline zeugt nur noch der Straßenname „Am Salinenplatz“.
Das 1838 errichtete Fachwerkgebäude der bis nach dem Zweiten Weltkrieg bestehenden Volksschule ist ein Baudenkmal und wurde vom Dorfverein Soldorf als Dorfgemeinschaftshaus „Alte Schule“ wieder hergerichtet.
Am 1. März 1974 wurde Soldorf in die Gemeinde Apelern eingegliedert. Im Dorf gibt es die Freiwillige Feuerwehr, den Dorfverein und die Laienspielgruppe Soldorf.